# Языки Руанды

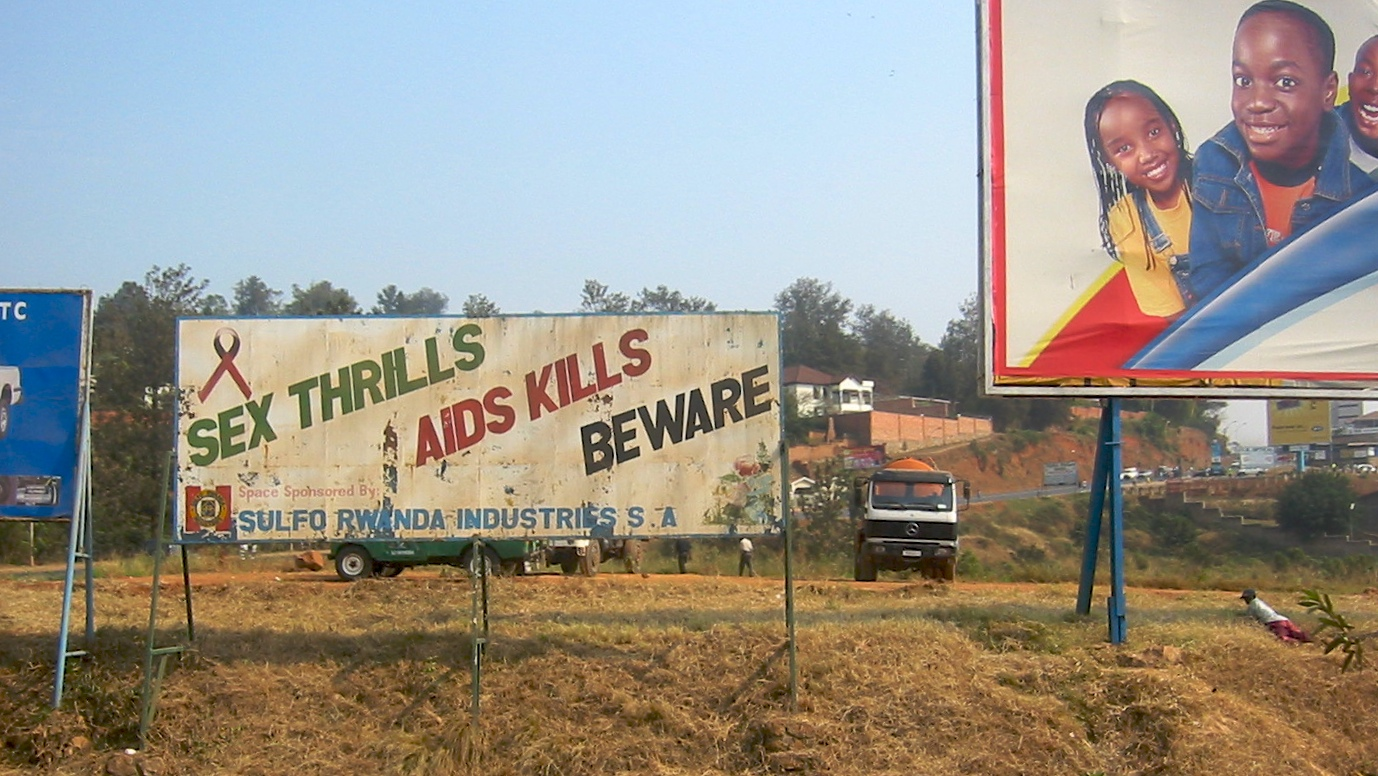
Рекламный плакат компании против СПИДа на английском языке в Руанде.

Официальные языки Руанды — руанда, английский, французский и суахили. Национальный язык руанда является родным и единственным для подавляющего большинства населения страны. Также в сообществах глухих используется руандийский жестовый язык.
В период бельгийского управления в качестве второго языка использовался французский, который остался официальным и после обретения страной независимости. Однако после геноцида 1994 года, ввиду ухудшения отношений с Францией, возвращения домой беженцев из англоязычной Уганды и общего уменьшения французского культурного влияния в пользу американского, значительно возросла роль английского языка, в 2008 году по решению правительства Руанды полностью заменившего в системе образования французский, который, при этом, сохранил позиции среди верхних слоёв населения, а в 2018 году был возвращён для изучения в качестве иностранного на уровне начальной школы.